# جوردن‌ویل (نیویورک)
جوردن‌ویل (به انگلیسی: Jordanville) یک منطقهٔ مسکونی در ایالات متحده آمریکا است که در نیویورک واقع شده‌است. جوردن‌ویل ۴۵۷ متر بالاتر از سطح دریا واقع شده‌است.